# Miwako Ichikawa
 (octobre 2020).
Si vous disposez d'ouvrages ou d'articles de référence ou si vous connaissez des sites web de qualité traitant du thème abordé ici, merci de compléter l'article en donnant les références utiles à sa vérifiabilité et en les liant à la section « Notes et références ».
Pour les articles homonymes, voir Ichikawa (homonymie).
Miwako Ichikawa (市川実和子, Ichikawa Miwako), née le 19 mars 1976, à Tokyo, au Japon, est une actrice japonaise, sœur de l'actrice Mikako Ichikawa.

## Biographie
Miwako Ichikawa débute en 1991 en tant que modèle, enregistre un single en 1998 et un album l'année suivante, avant de débuter au cinéma en 2000 dans un des rôles principaux du film fantastique Another Heaven, puis dans le rôle principal du film Konsento (alias Concent ou Power Point en occident) en 2001.
Elle se consacre depuis à sa carrière d'actrice. Elle apparaît notamment dans des petits rôles dans All About Lily Chou-Chou (scènes à Okinawa), Karaoke Terror, Princess Raccoon, ou dans les séries télévisées Mike Hama et Anego avec Ryōko Shinohara.

## Discographie

### Single
- 1998 : Pop Star (ポップスタ?)

### Album
- 1999 : Pin-up Girl

## Filmographie sélective

### Films
- 2000 : Another Heaven
- 2001 : Concent / Power Point
- 2001 : All About Lily Chou-Chou
- 2003 : Showa Kayo Daizenshu
- 2004 : Kiss to kizu
- 2005 : Tanaka Hiroshi no subete
- 2005 : Mirrored Mind
- 2005 : In the Pool
- 2005 : Princess Raccoon
- 2005 : Into a Dream
- 2005 : Notebook of Life
- 2006 : Kiraware Matsuko no issho
- 2007 : Hito no sekkusu o warauna
- 2008 : Nightmare Detective II (Akumu tantei 2)
- 2021 : Rendez-vous à Tokyo (ちょっと思い出しただけ, Chotto omoidashita dake?) de Daigo Matsui (ja) : Izumi
- 2023 : Call Me Chihiro (ちひろさん, Chihiro-san?) de Rikiya Imaizumi (ja)

### Séries TV
- Shiritsu Tantei Hama Mike (NTV, 2002)
- Kougen e Irasshai (TBS, 2003)
- Good Luck!! (TBS, 2003)
- Shin Yonigeya Honpo (NTV, 2003, ep2)
- Roomshare no Onna (NHK, 2005)
- Anego (NTV, 2005)
- Kami wa Saikoro wo Furanai (NTV, 2006)
- Kaette Kita Jikou Keisatsu (TV Asahi, 2007, ep2)
- Sexy Voice and Robo (NTV, 2007, ep4)
- Watashitachi no Kyokasho (Fuji TV, 2007, ep7-8)
- Judge (NHK, 2007)
- Average 2 (Fuji TV, 2008)
- Judge II (NHK, 2008)
- Triangle (Fuji TV, 2009, ep1-3)